# Simon Dyson
Simon Dyson (York, 21 december 1977) is een Engelse golfprofessional.

## Amateur
Dyson was finalist bij het Engels Amateur Kampioenschap in 1999 en won het Fins Amateur. Hierdoor kreeg hij een plaats in het Walker Cup-team namens Groot-Brittannië en Ierland. Ze wonnen van de Verenigde Staten met 15-9.

### Gewonnen
- 1999: Fins Amateur p

### Teams
- St Andrews Trophy (namens Groot-Brittannië & Ierland):  1998
- Walker Cup (namens Groot-Brittannië & Ierland):  1999 (winnaars) op de Nairn Golf Club

## Professional

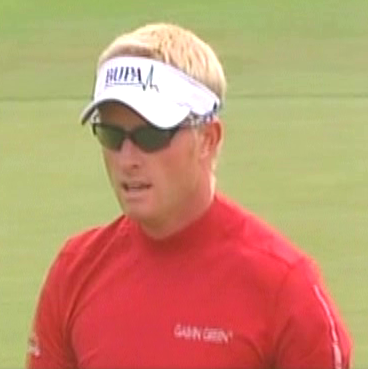
Oostenrijks Open, 2006

Na het winnen van het Fins Amateur en de Walker Cup, werd Dyson in september 1999 professional. In 2000 speelde hij op de Aziatische PGA Tour, waar hij drie toernooien won en de Order of Merit. Sindsdien speelt hij vooral op de Europese Tour.

### Gewonnen
Zijn eerste overwinning op de Europese Tour was in 2006 in Jakarta. Daarna won hij het KLM Open na een play-off tegen Richard Green en kwam hij in de Top-100 van de wereldranglijst.
 
In 2009 won hij opnieuw het KLM Open. In de laatste ronde evenaarde hij het baanrecord van 63 en kwam hij in de play-off met Peter Lawrie en Peter Hedblom. Hij versloeg hen met een birdie. Later dat jaar won hij het Dunhill Kampioenschap en kwam hij in de top-10 van de Race To Dubai.

##### Aziatische Tour
- 2000: Macau Open, Volvo China Open, Omega Hong Kong Open, waarna hij de Order of Merit won.
- 2006: Enjoy Jakarta Indonesia Open

##### Europese Tour
- 2006: Enjoy Jakarta Indonesia Open, KLM Open
- 2009: KLM Open (-15), Alfred Dunhill Links Championship
- 2011: Iers Open (-15), KLM Open (-12)

### Teams
- Seve Trophy (namens Groot-Brittannië & Ierland): 2007 (winnaars), 2011